# Friedrich Spee
Friedrich Spee (Düsseldorf, 25 de fevereiro de 1591 — Trier, 9 de agosto de 1635) foi um jesuíta e poeta alemão conhecido pela crítica ao processo inquisitório adotado nos julgamentos de bruxaria. Na sua época Spee foi a primeira pessoa a levantar voz e argumentar contra a tortura. Pode-se considerá-lo o primeiro a demonstrar por bons argumentos que a tortura não é um meio de obter a "verdade" de alguém submetido a um interrogatório penoso.
Spee nasceu em Kaiserswerth, na cidade de Düsseldorf. Completou sua educação básica em Colônia, ingressou na Companhia de Jesus em 1610 e deu sequência aos seus estudos e à docência nas cidades de Trier, Fulda, Würzburg, Speyer, Worms e Mogúncia. Foi ordenado padre em 1622 e tornou-se professor da Universidade de Paderborn em 1624; desde 1626 lecionou em Speyer, Wesel, Trier e Colônia e foi pregador em Paderborn, Colônia e Hildesheim.
Spee ouviu as confissões das pessoas acusadas de bruxaria na cidade alemã de Wurtzburgo e em 1631 publicou o livro Cautio criminalis, em que desconstrói os procedimentos de julgamento. Morreu vítima de uma infecção contraída num hospital.

## Argumentos
Cautio Criminalis traz 52 questões que Spee tenta responder. Eis alguns trechos de seu livro:
- 1 - Inacreditavelmente, entre nós, alemães, e especialmente (tenho vergonha de dizer) entre os católicos, existem superstições populares, inveja, calúnias, difamações, insinuações e coisas do gênero, que, sem ser punidas nem refutadas, provocam suspeitas de bruxaria. Já não é Deus, nem a natureza, mas são as bruxas as responsáveis por tudo.
- 2 - Por isso, ergue-se um clamor da população para que os magistrados investiguem as bruxas - a quem só os mexericos populares tornaram tão numerosas.
- 10 - No entanto, para evitar a impressão de que ela é indiciada unicamente com base em rumores, sem outras provas, obtém-se certa presunção de culpa propondo-se o seguinte dilema: ou ela levou uma vida imprópria e má, ou ela levou uma vida apropriada e boa. Se foi uma vida má, deve ser culpada. Por outro lado, se levou uma vida boa, isso é igualmente condenador; pois bruxas disfarçam e tentam parecer especialmente virtuosas.
- 11 - Assim, a velha é encarcerada na prisão. Encontra-se uma nova prova por meio de um segundo dilema: ela tem medo ou não. Se está com medo (ouvindo falar das torturas horríveis empregadas contras as bruxas), isso é uma prova segura, pois a sua consciência a acusa. Se não demonstra medo (confiando na sua inocência), isso também é uma prova, pois as bruxas caracteristicamente fingem inocência e são descaradas.
- 15 - Nesses julgamentos, ninguém tem permissão para ter advogado ou outro meio de defesa justa (...)
- 26 - Se, durante a tortura, a velha contorce as feições de dor, dizem que ela está rindo; se desmaia, é que está dormindo ou enfeitiçou a si própria, tornando-se taciturna (...)
- 28 - Entretanto, se ela morre de tanta tortura, eles dizem que o diabo quebrou seu pescoço.